# Francesco Pecoraro
Francesco Pecoraro (Roma, 16 settembre 1945) è uno scrittore, poeta e architetto italiano.

## Biografia
Laureato in architettura nel 1971, esercita la professione sia privatamente che presso un ente pubblico. Nel 2007 pubblica la raccolta di racconti Dove credi di andare, che si aggiudica il Premio Napoli, il Premio Giuseppe Berto, ed è finalista al Premio Chiara. Un anno dopo pubblica il volume di scritti Questa e altre preistorie, recensito, tra gli altri, da Filippo La Porta. Nel 2012 pubblica la raccolta poetica Primordio vertebrale. Con il suo primo romanzo, La vita in tempo di pace, pubblicato nel 2013, si aggiudica il Premio Viareggio, il Premio Mondello, il Premio Volponi, è finalista al Premio Bergamo  ed entra nella cinquina finalista del Premio Strega 2014 . Il romanzo è tradotto in inglese, francese, spagnolo, olandese ed è stato spesso indicato come un possibile candidato al titolo di Grande Romanzo Italiano. 
Nel 2019 pubblica il romanzo Lo stradone, finalista al Premio Campiello. Nel 2021 pubblica Nodulo, un monologo in versi per voce recitante, con disegni. Sempre del 2021 è la raccolta Camere e stanze, che comprende i racconti di Dove credi di andare e tutti gli altri racconti inediti dello scrittore. Nel 2023 pubblica Solo vera è l'estate, romanzo che racconta la storia di tre giovani romani nei giorni del G8 di Genova del 2001.

## Opere

### Racconti
- Dove credi di andare, Milano, Mondadori, 2007 ISBN 978-88-04-56208-5.
- Camere e stanze, Milano, Ponte alle Grazie, 2021 ISBN 978-88-333-1640-6

### Romanzi
- La vita in tempo di pace, Milano, Ponte alle Grazie, 2013 ISBN 978-88-6220-967-0.
- Lo stradone, Milano, Ponte alle Grazie, 2019 ISBN 978-88-333-1060-2.
- Solo vera è l'estate, Milano, Ponte alle Grazie, 2023 ISBN 978-88-6833-867-1.

### Poesia
- Primordio vertebrale, Roma, Ponte Sisto, 2012 ISBN 9788895884479
- Nodulo, Roma, Tic, 2021 ISBN 9788898960521

### Miscellanea
- Questa e altre preistorie, Firenze, Le lettere, 2008 ISBN 978-88-6087-183-1.